# Vojaške ladje
Mornariške ladje so vojaške ladje, ki jih uporablja vojna mornarica. Od civilnih ladij se ločijo po gradnji in namenu. Na splošno so odporne na škodo in oborožene z orožnimi sistemi, čeprav je oborožitev na transportnih ladjah lahka ali neobstoječa. Vojaške ladje, namenjene predvsem pomorskem bojevanju imenujemo vojne ladje, za razliko od pomožnih ladij.
Vojaške ladje delimo na:
- vojne ladje: ladje, ki so oborožene in namenjene bojevanju in
- pomožne vojaške ladje: ladje, ki so po navadi neoborožene in primarno namenjene logistični podpori vojnih ladij